# Krasne (gmina w powiecie złoczowskim)
Krasne – dawna gmina wiejska w powiecie złoczowskim województwa tarnopolskiego II Rzeczypospolitej. Siedzibą gminy było Krasne.
Gminę utworzono 1 sierpnia 1934 r. w ramach reformy na podstawie ustawy scaleniowej z dotychczasowych gmin wiejskich: Bałuczyn, Bezbrudy, Krasne, Kutkorz, Olszanka Mała, Ostrów, Rusiłów, Skniłów, Stronibaby, Uciszków oraz Bortków i Firlejówka (część).
Po II wojnie światowej obszar gminy został włączony do Ukraińskiej SRR.